# Kosmetička a zvíře
Kosmetička a zvíře (The Beautician and the Beast) je americká romantická komedie z roku 1997, režírovaná Kenem Kwapisem. Scénář napsal Todd Graff a v hlavních rolích se představili Fran Drescher, Timothy Dalton, Lisa Jakub, Ian McNeice a Patrick Malahide.
Natáčení probíhalo na podzim roku 1996 v Greystone Mansion (interiér) v Beverly Hills, v Los Angeles, Kalifornii, v Praze a na zámku Sychrov (exteriér) v České republice.

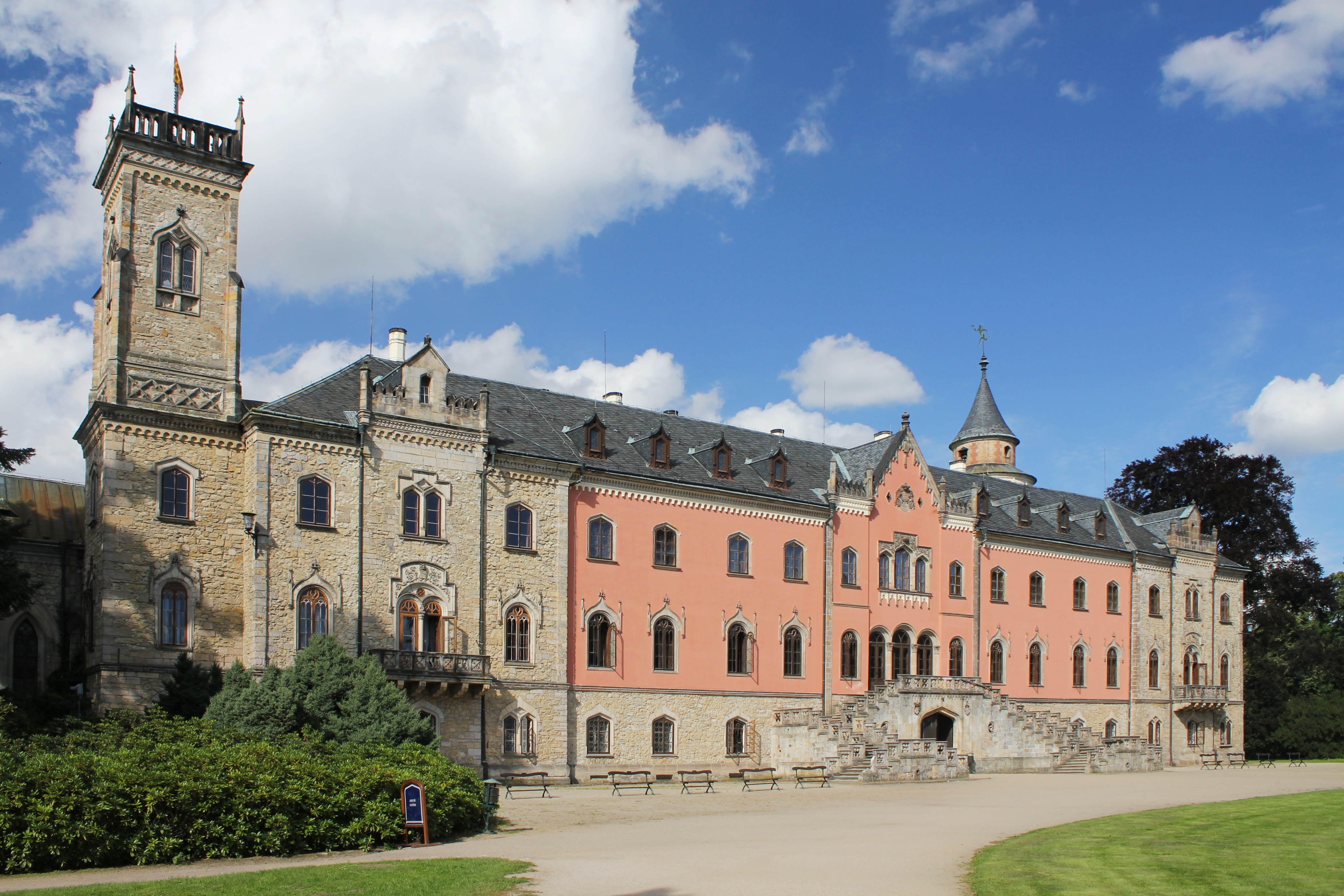
Zámek Sychrov, kde se film natáčel

## Obsazení
- Fran Drescher jako Joy Miller, kosmetička z New Yorku.
- Timothy Dalton jako Boris Pochenko, prezident Slovetzie
- Ian McNeice jako Ira Grushinsky, diplomat Slovetzie
- Lisa Jakub jako Katrina Pochenko, dcera Borise.
- Patrick Malahide jako Leonid Kleist, pokřivený předseda vlády Slovetzie
- Michael Lerner jako Jerry Miller
- Adam LaVorgna jako Karl Pochenko, syn Borise.
- Phyllis Newman jako Judy Miller
- Heather DeLoach jako Masha Pochenko, dcera Borise.
- Kyle a Tyler Wilkerson jako Yuri Pochenko, syn Borise.
- Timothy Dowling jako Alek, vůdce povstání mládeže ve Sovetzii
- Michael Immel jako Stage Manager
- Tonya Watts jako modelka
- Tamara Mello jako Consuela
- Celeste Russi jako Lupe
- Daniel R. Escobar jako Hector
- Billy Brown jako hasič
- Jorge Noa jako fotograf
- Carmela Rappazo jako student
- Clyde Wrenn jako student
- Earl Carroll jako tovární dělník
- Vincent Schiavelli jako žalářník
- Marianne Muellerleile jako šéfkuchař
- R. Sparkle Stillman jako bratranec Doris
- Edmund Cambridge jako starší muž
- Todd Graff jako Denny
- Gene Chronopoulos jako sluha
- David Shackelford jako pracovník v kuchyni
- Michael Horton jako hlas prince z pohádky
- Jane Jenkins jako sousedka na večírku
- Zdeněk Vencl jako česká garda
- Václav Legner jako česká garda
- Leon Silver jako Václav
- Stephen Marcus jako Ivan
- Marshal Silverman jako krejčí
- Dana Bednárová jako Světlana